# Tu sĩ
Tu sĩ hay nhà tu hành, thầy tu là người tu dưỡng tôn giáo khổ hạnh, sống một mình hoặc với một nhóm các thầy tu khác trong tu viện. Thầy tu có thể là người cống hiến cuộc đời mình để phụng sự chúng sinh hoặc là một người tu hành khổ hạnh tránh xa trần thế để sống cuộc sống cầu nguyện và chiêm nghiệm cuộc đời.

## Tổng quan
Khái niệm này mang tính cổ xưa được tìm thấy trong nhiều tôn giáo và trong triết học. Trong Kitô giáo, tu sĩ là những người "đi theo Chúa", chấp nhận một đời sống chung trong khó nghèo, độc thân, và vâng lời vì mến Chúa. Theo quan điểm nguyên thủy của Phật giáo, chỉ có những người sống viễn ly mới có thể đạt được giác ngộ, nên những người tu hành còn gọi là người xuất gia (rời khỏi nhà), họ thường gia nhập những tăng đoàn.
Trong ngôn ngữ Hy Lạp từ tu sĩ có thể áp dụng cho phụ nữ và cả nam giới (từ tiếng Hy Lạp: μοναχός, monachos, "độc thân, đơn lẻ" ) nhưng trong tiếng Anh hiện đại từ tu sĩ chỉ sử dụng cho nam giới, trong khi nữ tu là thuật ngữ miêu tả về các tu sĩ nữ. Trong tiếng Việt, tu sĩ là từ ghép giữa hai từ "Tu" và "sĩ" trong đó tu để chỉ về quá trình hướng đạo, giác ngộ, học tập một lý thuyết tôn giáo, giáo phái và sĩ dùng để chỉ về một tầng lớp, một người thuộc về tầng lớp nào đó.
Cuộc sống của các tu sĩ thông thường là họ chọn một cuộc sống đơn độc, xa lánh thế sự, chọn cuộc sống nghèo khó và độc thân trong khiết tịnh hoặc sống và theo luật lệ của nơi thiền môn, tu viện và công việc chính của họ là nghiên cứu giáo lý, cầu nguyện, truyền đạo, phổ độ chúng sinh, khất thực...

## Tu hành
Ngày nay, thuật ngữ nhà tu hành có thể bao gồm cả những nhà tu hành không ẩn cư và họ có thể đảm nhận những chức vụ trong giáo hội, như là Linh mục, giám mục trong Công giáo, Mục sư trong đạo Tin Lành, Thượng tọa, hòa thượng, ni sư trong Phật giáo, Hộ pháp hay giáo sư, giáo tông trong đạo Cao Đài. Bên cạnh đó, Thầy tế là  người thực hiện các lễ nghi của các tôn giáo của các đạo khác nhau như Công giáo, đạo Do Thái, đạo Hindu, đạo Hồi. Thầy tế (tư tế) là người kết nối giữa người bình thường với đấng tối cao nào đó, tùy theo từng tôn giáo. Thầy tế cũng là người trả lời những thắc mắc của các giáo dân về đạo lý của mình.

## Ảnh

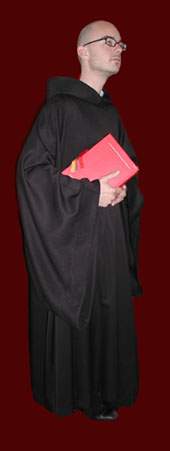
Một vị tu sĩ Công giáo.
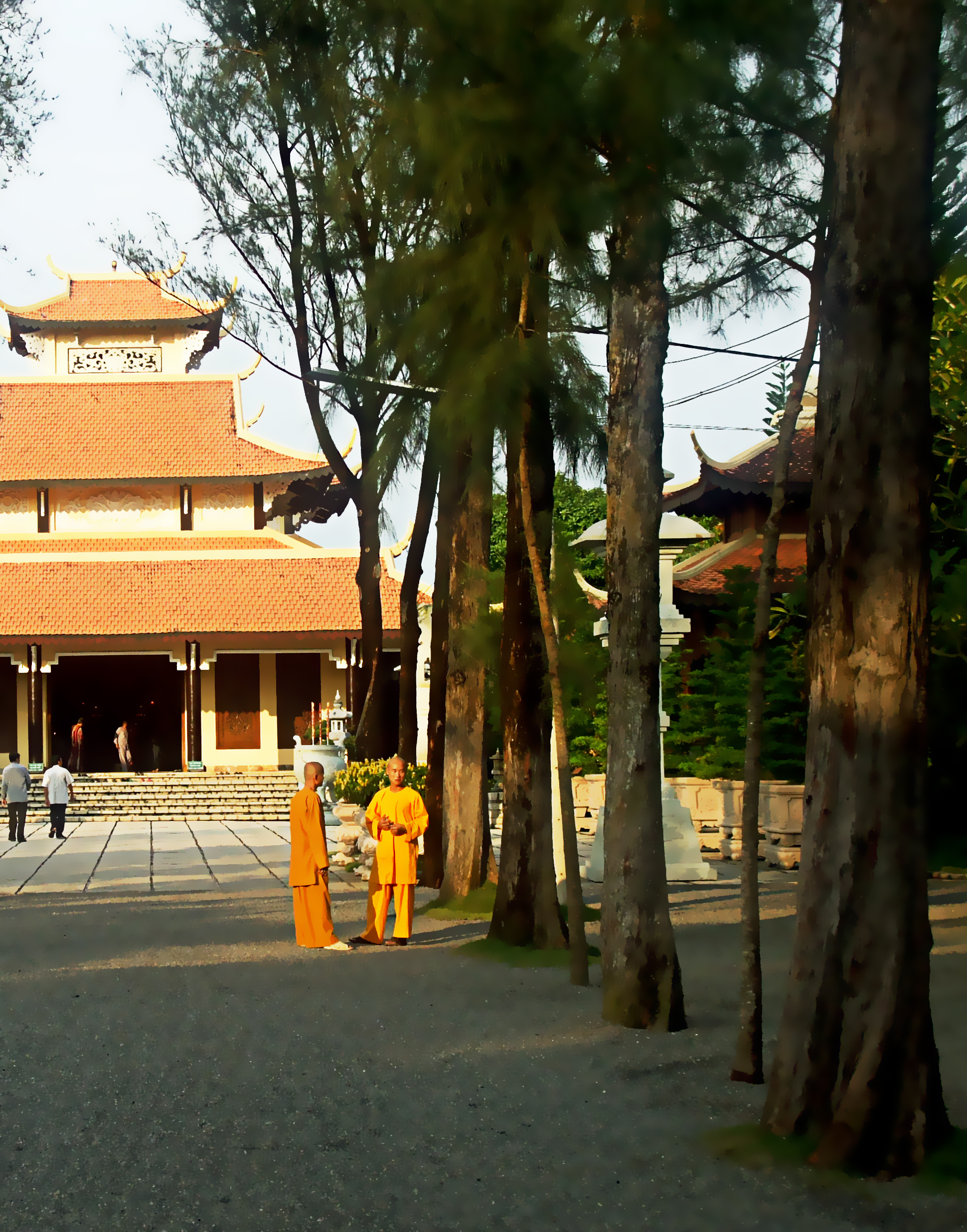
Hai vị tu sĩ tu theo Phật giáo Bắc Tông trong một Thiền viện ở Long Thành.
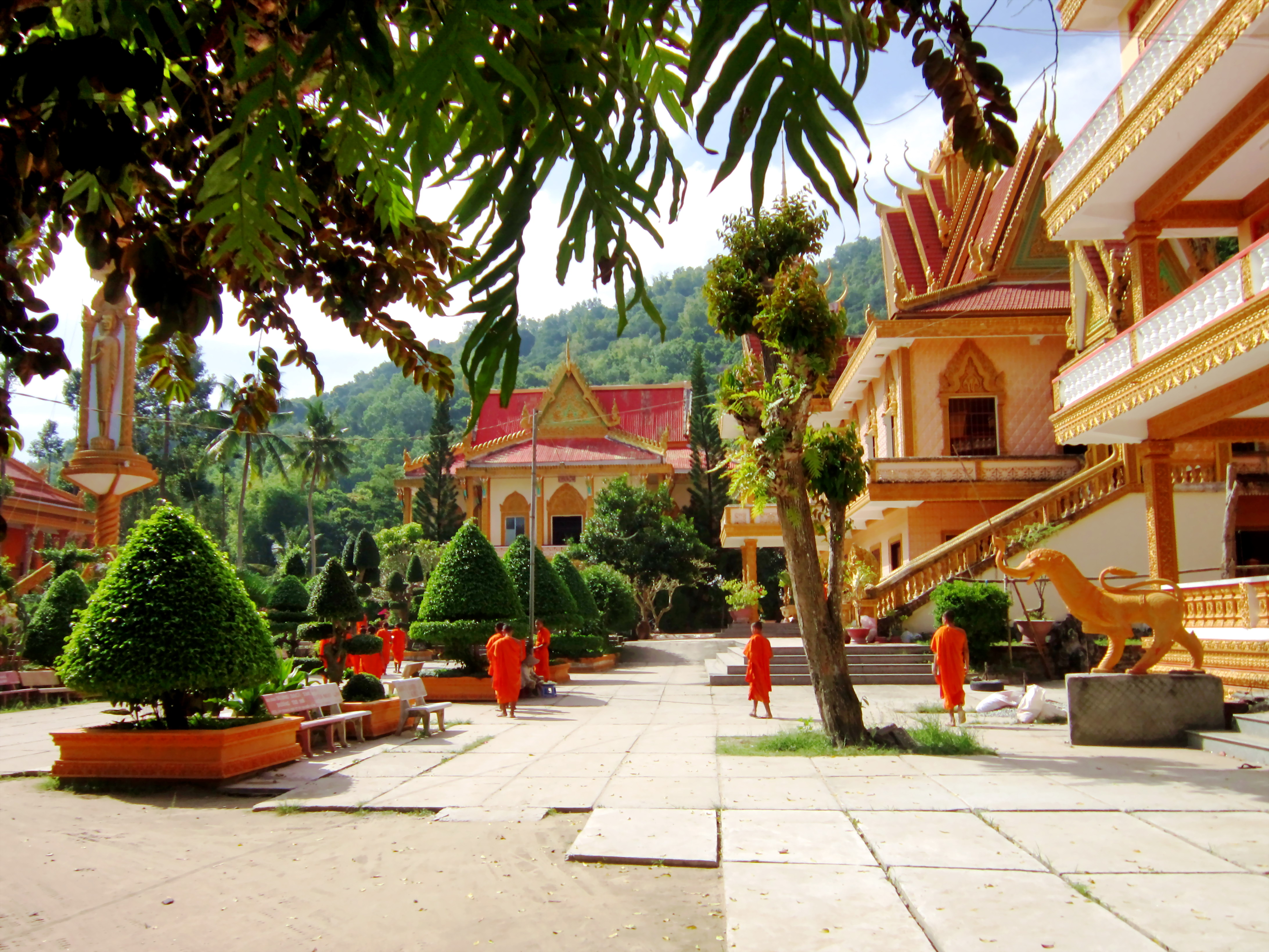
Một số tu sĩ tu theo Phật giáo Nam Tông trong một ngôi chùa Khmer ở Thoại Sơn.